# دشمن عزیز من (مجموعه تلویزیونی)
دشمن عزیز من (انگلیسی: My Dearest Nemesis؛‏ کره‌ای: 그놈은 흑염룡) مجموعه تلویزیونی محصول کره جنوبی با بازی مون گا یونگ و چوی هیون ووک است. این مجموعه از ۱۷ فوریه ۲۰۲۵، روزهای دوشنبه و سه‌شنبه ساعت ۲۰:۵۰ (کی‌اس‌تی) از تی‌وی‌ان پخش شد.

## خلاصه داستان
این مجموعه رابطه بین دو نفر را به تصویر می‌کشد که به عنوان شخصیت‌هایی در یک بازی آنلاین با هم آشنا شده‌اند و ۱۶ سال بعد به عنوان رئیس و کارمند با هم روبرو شده‌اند.

## بازیگران

### اصلی
- مون گا یونگ در نقش بک سو جونگ[۳]
- چوی هیون ووک در نقش بان جو یون[۳]
  - مون وو جین در نقش جوانی جو یون[۴]
- ایم سه می در نقش سو ها جین[۵]
- کواک شی یانگ در نقش کیم شین وون[۵]

### مکمل
- بان هیو جونگ در نقش جونگ هیو سون[۴]
- کو چانگ سوک در نقش بک وون سوپ
- کیم یونگ آه در نقش کوان این کیونگ[۶]
- سون سانگ یون در نقش بک سو بین[۴]
- کیم وو گیوم در نقش یانگ جون سو[۴]
- لیم یونگ جو در نقش چوی نا نا[۴]

### سایر
- اوه یی شیک[۷]

## تولید

### توسعه
دشمن عزیز من تحت عنوان کاری اژدهای نمک سیاه در حال توسعه بود. این مجموعه بر پایه وب‌تونی از هه جین یانگ است. این مجموعه به کارگردانی لی سو هیون که که قبلاً کارگردانی فریبکاری لذت‌بخش (۲۰۲۳) را بر عهده داشته و به نویسندگی کیم سو یون است. دشمن عزیز من توسط استودیو ان تولید شده و توسط استودیو دراگون برنامه‌ریزی شده است.

### انتخاب بازیگران
در ۲ آوریل ۲۰۲۴، گزارش شد که مون گا یونگ و چوی هیون ووک در حال مذاکره برای حضور در این مجموعه بودند. در ۱۲ ژوئیه، تی‌وی‌ان اعلام کرد که مون و چوی در این مجموعه ایفای نقش می‌کنند. در ۱۵ ژوئیه، حضور ایم سه می و کواک شی یانگ تأیید شد.

## انتشار
این مجموعه از ۱۷ فوریه ۲۰۲۵، روزهای دوشنبه و سه‌شنبه ساعت ۲۰:۵۰ (کی‌اس‌تی) از تی‌وی‌ان پخش شد.